# Marsdenia viridiflora
Marsdenia viridiflora är en oleanderväxtart. Marsdenia viridiflora ingår i släktet Marsdenia och familjen oleanderväxter.

## Underarter
Arten delas in i följande underarter:
- M. v. tropica
- M. v. viridiflora